# Калинка (Болгарія)
Кали́нка (болг. Калинка) — село в Кирджалійській області Болгарії. Входить до складу общини Кирджалі.

## Населення
За даними перепису населення 2011 року у селі проживали 180 осіб.
Національний склад населення села:
| Національність   | Кількість осіб | Відсоток |
| ---------------- | -------------- | -------- |
| турки            | 32             | 88,9%    |
| болгари          | 4              | 11,1%    |
| цигани           | 0              | 0%       |
| інша             | 0              | 0%       |
| не визначились   | 0              | 0%       |
| Всього відповіли | 36             |          |

Розподіл населення за віком у 2011 році:
Динаміка населення: